# خوان کارلوس رئال
خوان کارلوس رئال رویز (متولد ۱۵ مارس ۱۹۹۱)، معروف به خوان کارلوس ، بازیکن فوتبال حرفه ای اسپانیایی است که در پست هافبک هجومی بازی می‌کند.

## افتخارات
دپورتیوو
- Segunda División: 2011–12

CFR Cluj
- Cupa României: 2015-16

هوسکا
- Segunda División: 2019-20